# 白尾尖镰嘴蜂鸟
白尾尖镰嘴蜂鸟（学名：Eutoxeres aquila）又称白尾梢镰嘴蜂鸟，是蜂鸟科隐蜂鸟亚科镰嘴蜂鸟属的一个种，分布于哥斯达黎加、厄瓜多尔西部以及秘鲁东北部。

## 特征
白尾尖镰嘴蜂鸟体重约10.6克，翼长约70.5毫米，嘴峰长约27.5毫米，喙宽度约3.6毫米，喙厚度约2.9毫米，跗蹠长约6.8毫米，尾长约54毫米。白尾尖镰嘴蜂鸟在其分布区内为留鸟，其栖息在密集的高大树木组成的森林中，食性为草食性，主要食物来源是植物的花蜜。

## 亚种
- ：分布于哥斯达黎加东部至哥伦比亚西部的潮湿山地。
- ：分布于安第斯山脉西部（哥伦比亚西南部至厄瓜多尔西部）。
- ：分布于安第斯山脉东部（哥伦比亚至秘鲁北部）。[3]